# Jan Warzecha
 (juin 2024).
Si vous disposez d'ouvrages ou d'articles de référence ou si vous connaissez des sites web de qualité traitant du thème abordé ici, merci de compléter l'article en donnant les références utiles à sa vérifiabilité et en les liant à la section « Notes et références ».
Jan Marek Warzecha, né le 21 avril 1959 à Jodłowa, est un homme politique polonais membre de Droit et justice (PiS).

## Biographie

### Formation et vie professionnelle
Il suit un cursus de sciences économiques à la faculté d'économie de la production et de commerce agricole de l'Académie d'agriculture de Cracovie (ARK). Entre 1986 et 1989, il travaille dans l'entreprise agro-alimentaire Igloopol à Dębica. Il devient ensuite, jusqu'en 2007, entrepreneur dans le secteur agricole.

### Débuts en politique
À l'occasion des élections législatives anticipées du 21 octobre 2007, il se présente dans la circonscription de Rzeszów. Bien qu'il recueille 10 002 voix préférentielles, il ne remporte que le huitième score des candidats de PiS, qui obtient sept sièges. Il est nommé le mois suivant directeur général des services (en polonais : sekretarz miasta) de la commune de Dębica. Il en devient adjoint au maire deux ans plus tard.

### Député
Le 5 mai 2010, Jan Warzecha devient à 51 ans député à la Diète. Il succède à Grażyna Gęsicka, morte le 10 avril précédent dans l'accident de l'avion présidentiel à Smolensk.
Candidat à un nouveau mandat au cours des élections du 9 octobre 2011, il totalise 12 588 votes de préférence et conserve son siège. Il est de nouveau réélu lors des élections législatives du 25 octobre 2015, avec 15 240 suffrages préférentiels.
Il est réélu en 2023.